# 1449
1449 (MCDXLIX) je bilo navadno leto, ki se je po julijanskem koledarju začelo na sredo.

## Dogodki
- konec baselskega koncila
- začetek vojne med nemškimi mesti in kneževinami
- ustanovljen Krimski kanat, ukinjen 1783

## Smrti
- 27. oktober - Ulug Beg, timuridski sultan, astronom, matematik in kaligraf (* 1394)
- 7. november - Konrad von Erlichshausen, 30. veliki mojster tevtonskega viteškega reda (* 1390 ali 1395)